# HYENA Records
HYENA Records is een onafhankelijk Amerikaans platenlabel, dat zich richt op het (opnieuw) uitbrengen van jazz- en aanverwante muziek. Het label werd in 2003 mede-opgericht door platenbaas en producer Joel Dorn en heeft sindsdien platen uitgebracht van onder meer Thelonious Monk, Buddy Rich, Cannonball Adderley, Freddie Hubbard, Dr. John, Joe Williams, James Blood Ulmer en Bobby Darin. De in 2007 overleden Dorn was overigens ook de oprichter van de labels 32 Jazz en Label M.